# Каульсдорф (Зале)
Каульсдорф (нем. Kaulsdorf) — община в Германии, в земле Тюрингия.
Входит в состав района Заальфельд-Рудольштадт. Население составляет 2761 человек (на 31 декабря 2010 года). Занимает площадь 21,73 км².
Коммуна подразделяется на 5 сельских округов.